# Madura (eiland)
Madura (oude spelling: Madoera) is een eiland ten noorden van Oost-Java, Indonesië. Het eiland is zo'n 5250 km² groot (iets kleiner dan Bali) en heeft ongeveer 4 miljoen inwoners. Ten oosten van Madura ligt de Sapudiarchipel, waarvan het eiland wordt gescheiden door de Straat Sapudi. De belangrijkste stad op het eiland is Bangkalan. Op Madura wonen Madurezen en het Madurees is dan ook de belangrijkste taal.

## Bestuurlijke indeling
Madura behoort bij de provincie Oost-Java en is onderverdeeld in vier regentschappen (kabupaten):
- Bangkalan
- Pamekasan
- Sampang
- Sumenep

## Economie en transport
Madura staat bekend als grootste leverancier van zout van Indonesië.
De Indonesische president Susilo Bambang Yudhoyono opende 10 juni 2009 de 5,4 kilometer lange Suramadubrug tussen Java (Surabaya) en Madura. De kosten van het project bedroegen ruim 300 miljoen euro.